# Academy at Dundee Ranch
Academy at Dundee Ranch fue una instalación de modificación de conducta para adolescentes estadounidenses, ubicada en La Ceiba Cascajal, a 10 kilómetros (6.2 millas) al oeste de Orotina, provincia de Alajuela, Costa Rica. Se promovió como un internado que ofrecía un programa de modificación de conducta, «seminarios de crecimiento emocional» motivacionales, un plan de estudios académico progresivo y un horario diario estructurado, para adolescentes con dificultades en sus hogares, escuelas o comunidades.
La instalación estaba asociada con la Asociación Mundial de Escuelas y Programas Especializados (WWASP).
En mayo de 2003, las autoridades de Costa Rica cerraron debido a denuncias de abuso infantil e investigaron la escuela y sus administradores. Una nueva instalación de WWASP llamada Pillars of Hope se abrió en el sitio de Academy en Dundee Ranch en 2004. También se le conoce por el nombre comercial de Seneca Ranch Second Chance Youth Ranch.

## Controversia
Durante su operación, Dundee Ranch fue objeto de múltiples denuncias de abuso. Los padres y los afiliados afirmaron que la comida se retenía como castigo. Antiguos alumnos se quejaron de cicatrices emocionales debido a su estancia ahí.
Una sentencia en Luisiana hizo que las autoridades costarricenses investigaran las instalaciones. En mayo de 2003 se produjo un motín en la instalación que condujo a su cierre. Las autoridades migratorias de Costa Rica encontraron que 100 de los 193 niños inscritos en el programa no tenían los papeles migratorios apropiados.
Debido al cierre, el representante de los Estados Unidos, George Miller, le pidió al fiscal general de los Estados Unidos, John Ashcroft, que investigara la WWASP.
Narvin Lichfield, quien era el director en el momento del cierre de la instalación, fue encarcelado en Costa Rica por un breve período en el momento del cierre. Posteriormente fue juzgado en Costa Rica por cargos de coacción, detención de menores contra su voluntad y «delitos de carácter internacional» (violando una ley basada en tratados internacionales, específicamente referida a la tortura).
El 21 de febrero de 2007, un panel de tres jueces encontró a Narvin Lichfield inocente de los cargos de abuso. Durante el juicio, el fiscal dijo al tribunal que no había pruebas ni testimonios suficientes para vincular a Lichfield con los delitos por los que se le acusaba. El Tico Times informó que los jueces dijeron que creían que los estudiantes de Dundee habían sido abusados, pero no había pruebas de que Lichfield ordenara el abuso. Otros tres empleados de la Academia, todos jamaiquinos, habían sido buscados en relación con el mismo caso, pero huyeron de Costa Rica tras el cierre de la institución.
Tras la absolución, Lichfield reclamó en un correo electrónico a A.M. Costa Rica que cuando la escuela fue allanada, la policía se mantuvo al margen y observó a los jóvenes agredirse sexualmente entre sí, que la policía mantuvo a los padres y al personal a punta de pistola y que a uno de los padres se le ordenó a punta de pistola que colgara el teléfono cuando intentó llamar a la Embajada de los Estados Unidos para ayuda, y que la policía dejó la escuela en ruinas.